# توتی (بازیکن فوتبال)
توتی (انگلیسی: Tote؛ زادهٔ ۲۳ نوامبر ۱۹۷۸) بازیکن فوتبال اهل اسپانیا است.
از باشگاه‌هایی که در آن بازی کرده‌است می‌توان به باشگاه فوتبال هرکولس، باشگاه فوتبال رئال مادرید سی، باشگاه فوتبال اتلتیکو مادرید، باشگاه فوتبال رئال مادرید، باشگاه فوتبال رئال بتیس، باشگاه فوتبال رئال وایادولید، باشگاه فوتبال رئال مادرید کاستیا، باشگاه فوتبال بنفیکا، و باشگاه فوتبال مالاگا اشاره کرد.